# Breux-Jouy
Breux-Jouy és un municipi francès, situat al departament de l'Essonne i a la regió de Illa de França. L'any 2007 tenia 1.230 habitants.
Forma part del cantó de Dourdan, del districte d'Étampes i de la Comunitat de comunes Le Dourdannais en Hurepoix.

## Demografia

### Població
El 2007 la població de fet de Breux-Jouy era de 1.230 persones. Hi havia 448 famílies, de les quals 84 eren unipersonals (28 homes vivint sols i 56 dones vivint soles), 136 parelles sense fills, 208 parelles amb fills i 20 famílies monoparentals amb fills.
La població ha evolucionat segons el següent gràfic:
Habitants censats

### Habitatges
El 2007 hi havia 479 habitatges, 449 eren l'habitatge principal de la família, 11 eren segones residències i 19 estaven desocupats. 447 eren cases i 30 eren apartaments. Dels 449 habitatges principals, 389 estaven ocupats pels seus propietaris, 49 estaven llogats i ocupats pels llogaters i 11 estaven cedits a títol gratuït; 4 tenien una cambra, 35 en tenien dues, 56 en tenien tres, 101 en tenien quatre i 253 en tenien cinc o més. 354 habitatges disposaven pel capbaix d'una plaça de pàrquing. A 177 habitatges hi havia un automòbil i a 236 n'hi havia dos o més.

### Piràmide de població
La piràmide de població per edats i sexe el 2009 era:
| Homes | Edats   | Dones |
| ----- | ------- | ----- |
| 0     | 95 o +  | 0     |
| 0     | 90 a 94 | 8     |
| 0     | 85 a 89 | 12    |
| 0     | 80 a 84 | 4     |
| 4     | 75 a 79 | 8     |
| 16    | 70 a 74 | 16    |
| 24    | 65 a 69 | 28    |
| 36    | 60 a 64 | 8     |
| 28    | 55 a 59 | 40    |
| 24    | 50 a 54 | 48    |
| 60    | 45 a 49 | 48    |
| 44    | 40 a 44 | 44    |
| 72    | 35 a 39 | 80    |
| 52    | 30 a 34 | 56    |
| 36    | 25 a 29 | 44    |
| 24    | 20 a 24 | 24    |
| 40    | 15 a 19 | 36    |
| 60    | 10 a 14 | 56    |
| 60    | 5 a 9   | 52    |
| 44    | 0 a 4   | 36    |

## Economia
El 2007 la població en edat de treballar era de 831 persones, 617 eren actives i 214 eren inactives. De les 617 persones actives 577 estaven ocupades (295 homes i 282 dones) i 40 estaven aturades (24 homes i 16 dones). De les 214 persones inactives 75 estaven jubilades, 95 estaven estudiant i 44 estaven classificades com a «altres inactius».

### Ingressos
El 2009 a Breux-Jouy hi havia 452 unitats fiscals que integraven 1.266 persones, la mediana anual d'ingressos fiscals per persona era de 24.398 €.

### Activitats econòmiques
Dels 46 establiments que hi havia el 2007, 3 eren d'empreses de fabricació d'altres productes industrials, 14 d'empreses de construcció, 5 d'empreses de comerç i reparació d'automòbils, 2 d'empreses de transport, 3 d'empreses d'hostatgeria i restauració, 2 d'empreses financeres, 4 d'empreses immobiliàries, 10 d'empreses de serveis, 1 d'una entitat de l'administració pública i 2 d'empreses classificades com a «altres activitats de serveis».
Dels 13 establiments de servei als particulars que hi havia el 2009, 4 eren paletes, 3 fusteries, 3 lampisteries, 2 electricistes i 1 restaurant.
L'any 2000 a Breux-Jouy hi havia 4 explotacions agrícoles.

## Equipaments sanitaris i escolars
El 2009 hi havia una escola elemental.

## Poblacions més properes
El següent diagrama mostra les poblacions més properes.